# That Gang of Mine
That Gang of Mine is een Amerikaanse filmkomedie uit 1940 onder regie van Joseph H. Lewis.

## Verhaal
Een schooiertje wil graag jockey worden. Als hij en zijn jeugdbende een oude man met een renpaard leren kennen, krijgt hij eindelijk zijn kans. De man wil de straatjongen laten rijden met zijn paard, maar de bende moet eerst het inschrijvingsgeld voor de paardenrennen bijeensprokkelen.

## Rolverdeling
| Acteur          | Personage       |
| --------------- | --------------- |
| Bobby Jordan    | Danny Dolan     |
| Leo Gorcey      | Muggs Maloney   |
| Clarence Muse   | Ben             |
| Dave O'Brien    | Knuckles Dolan  |
| Joyce Bryant    | Louise          |
| Ernest Morrison | Scruno          |
| Milton Kibbee   | Mijnheer Wilkes |
| David Gorcey    | Peewee          |
| Donald Haines   | Skinny          |
| Richard Terry   | Blackie         |
| Wilbur Mack     | Nick Buffalo    |
| Hazel Keener    | Mevrouw Wilkes  |
| Eugene Francis  | Algy Wilkes     |